# بحرکان
بندر صیادی بحرکان در مجاورت خلیج فارس و از توابع شهرستان هندیجان و در ۱۳ کیلومتری این شهر واقع شده است. این بندر در حال حاضر با داشتن ۲۵۴ شناور یکی از مهمترین بنادر صیادی استان خوزستان به شمار می‌آید.
بزرگترین اسکله صیادی ایران با طول تقریبی ۱۵۵۰ متر در بندر صیادی بحرکان قرار دارد و می‌توان گفت یکی از جاذبه‌های توریستی و تفریحی شهرستان هندیجان نیز به شمار می‌رود.
اسکله بحرکان صیدگاه میگو (میگو ببری و سفید) و ماهی است و «شوریده بال زرد» هندیجان بسیارمعروف است. ظرفیت صید و صیادی و آبزی‌پروری در هندیجان بسیار بالاست اما به اعتقاد مسولان شیلات هندیجان هنوز از تمام ظرفیت‌های این شهرستان به خوبی استفاده نشده‌است.
مردم هندیجان اغلب به دلیل نزدیکی بحرکان به هندیجان، این اسکله را برای فعالیت‌های صیادی انتخاب می‌کنند و در حال حاضر بسیاری از هندیجانی‌ها در کنار شغل اصلی خود به این شغل روی می‌آورند.
منطقه بحرکان هندیجان از لحاظ شرایط اقلیمی منطقه‌ای مناسب برای طرح پرورش ماهی در قفس، که با توجه به موفق بودن اجرای آزمایشی این طرح، در حال حاضر فضا و بستر لازم برای اجرای این از طریق بخش‌های خصوصی فراهم آمده است.